# Inbioluperus
Inbioluperus es un género de insecto coleóptero de la familia Chrysomelidae.

## Especies
- Inbioluperus costipennis Clark, 1993
- Inbioluperus flowersi Clark, 1993